# Totò Sapore e la magica storia della pizza (colonna sonora)
Totò Sapore e la magica storia della pizza è il titolo della colonna sonora dell'omonimo film di animazione del 2003, diretto da Maurizio Forestieri per lo studio Lanterna Magica.  Tutte le musiche sono di Edoardo e Eugenio Bennato.

## Elenco tracce
1. Piazza mercato (cantata dall'Arlesiana Chorus Ensemble di Roccella Jonica) (3:22)
2. Jammo bello (cantata da Edoardo Bennato) (2:09)
3. Tu tu tu (cantata da Eugenio Bennato) (2:27)
4. Mestolon (eseguita dall'Orchestra sinfonica di Napoli) (1:01)
5. Vesuvia (cantata da Pietra Montecorvino) (2:18)
6. Semplicemente (eseguita dall'Orchestra sinfonica di Napoli) (1:14)
7. Cacofonico (cantata da Eugenio Bennato) (1:26)
8. Il servitore della strega (cantata da Edoardo Bennato) (2:16)
9. Reali di Napoli (eseguita dall'Orchestra sinfonica di Napoli) (1:04)
10. Canzone delle pentole (cantata dall'Arlesiana Chorus Ensemble di Roccella Jonica) (2:00)
11. Io vado su (eseguita dall'Arlesiana Chorus Ensemble di Roccella Jonica) (0:33)
12. Mestolon (cantata da Edoardo Bennato) (0:45)
13. Scorfanette (eseguita dall'Orchestra sinfonica di Napoli) (1:04)
14. Semplicemente (cantata da Rosetta Bove) (2:24)
15. Fuga dal vulcano (eseguita dall'Orchestra sinfonica di Napoli) (1:14)
16. A cosa serve la guerra (cantata da Edoardo e Eugenio Bennato) (2:33)
17. Il pranzo dei reali francesi (eseguita dall'Orchestra sinfonica di Napoli) (1:15)
18. Fabbrica della pizza (cantata da Pasqualino Ruggiero) (1:15)
19. Pizza story (cantata da Edoardo Bennato) (2:54)
20. Piazza mercato (finale) (cantata dall'Arlesiana Chorus Ensemble di Roccella Jonica) (1:15)